# Pterostichus leconteianus
Pterostichus leconteianus är en skalbaggsart som beskrevs av Viktora Nikolaevicha Lutshnik. Pterostichus leconteianus ingår i släktet Pterostichus och familjen jordlöpare. Inga underarter finns listade i Catalogue of Life.